# Colobanthus strictus
Colobanthus strictus är en nejlikväxtart som beskrevs av Thomas Frederic Cheeseman. Colobanthus strictus ingår i släktet Colobanthus, och familjen nejlikväxter. Inga underarter finns listade i Catalogue of Life.